# Station Köln-Mülheim
Station Köln-Mülheim (Duits: Bahnhof Köln-Mülheim) is een spoorwegstation in het stadsdeel Mülheim van de Duitse stad Keulen. Het station behoort tot de Duitse stationscategorie 3. Het station is gelegen aan de spoorlijnen Keulen - Duisburg, Köln Messe/Deutz - Köln-Mülheim, Keulen - Hamm, Gruiten - Köln-Mülheim en Köln-Mülheim - Bergisch Gladbach.
Onder de naam Bf Mülheim is het ook een metrostation van de Stadtbahn van Keulen.

## Treinverbindingen
| Serie      | Treinsoort                          | Route | Bijzonderheden                                                               |
| ---------- | ----------------------------------- | --- | ---------------------------------------------------------------------------- |
| RE 1 (RRX) | Regional-Express (National Express) | Aachen Hbf – Stolberg (Rheinl) Hbf – Eschweiler Hbf – Düren – Köln Hbf – Köln-Mülheim – Düsseldorf Hbf – Duisburg Hbf – Essen Hbf – Dortmund Hbf – Hamm (Westf) | NRW-Express                                                                  |
| RE 5 (RRX) | Regional-Express (National Express) | Wesel – Oberhausen Hbf – Duisburg Hbf – Düsseldorf Hbf – Köln-Mülheim – Köln Hbf – Bonn Hbf – Remagen – Andernach – Koblenz Hbf                                 | Rhein-Express                                                                |
| RB 48      | Regionalbahn (National Express)     | Wuppertal-Oberbarmen – Wuppertal Hbf – Solingen Hbf – Köln-Mülheim – Köln Messe/Deutz – Köln Hbf – (Brühl – Bonn Hbf – Bonn-Bad Godesberg – Bonn-Mehlem)        | Rhein-Wupper-Bahn 2x per uur Wuppertal-Köln, 1x per uur van/naar Bonn-Mehlem |
| S 6        | S-Bahn (DB Regio NRW)               | Köln-Worringen – Köln-Nippes – Köln Hbf – Köln-Mülheim – Langenfeld (Rhld) – Düsseldorf-Benrath – Düsseldorf Hbf – Ratingen Ost – Essen Hbf                     | Dienstregeling S6 geldig vanaf 10-12-2023                                    |
| S 11       | S-Bahn (DB Regio NRW)               | Düsseldorf Luchthaven Terminal – Düsseldorf Hbf – Neuss Hbf – Norf – Nievenheim – Dormagen – Köln Hbf – Köln-Mülheim – Bergisch Gladbach                        | Dienstregeling S11 geldig vanaf 10-12-2023                                   |

## Stadtbahn-lijnen

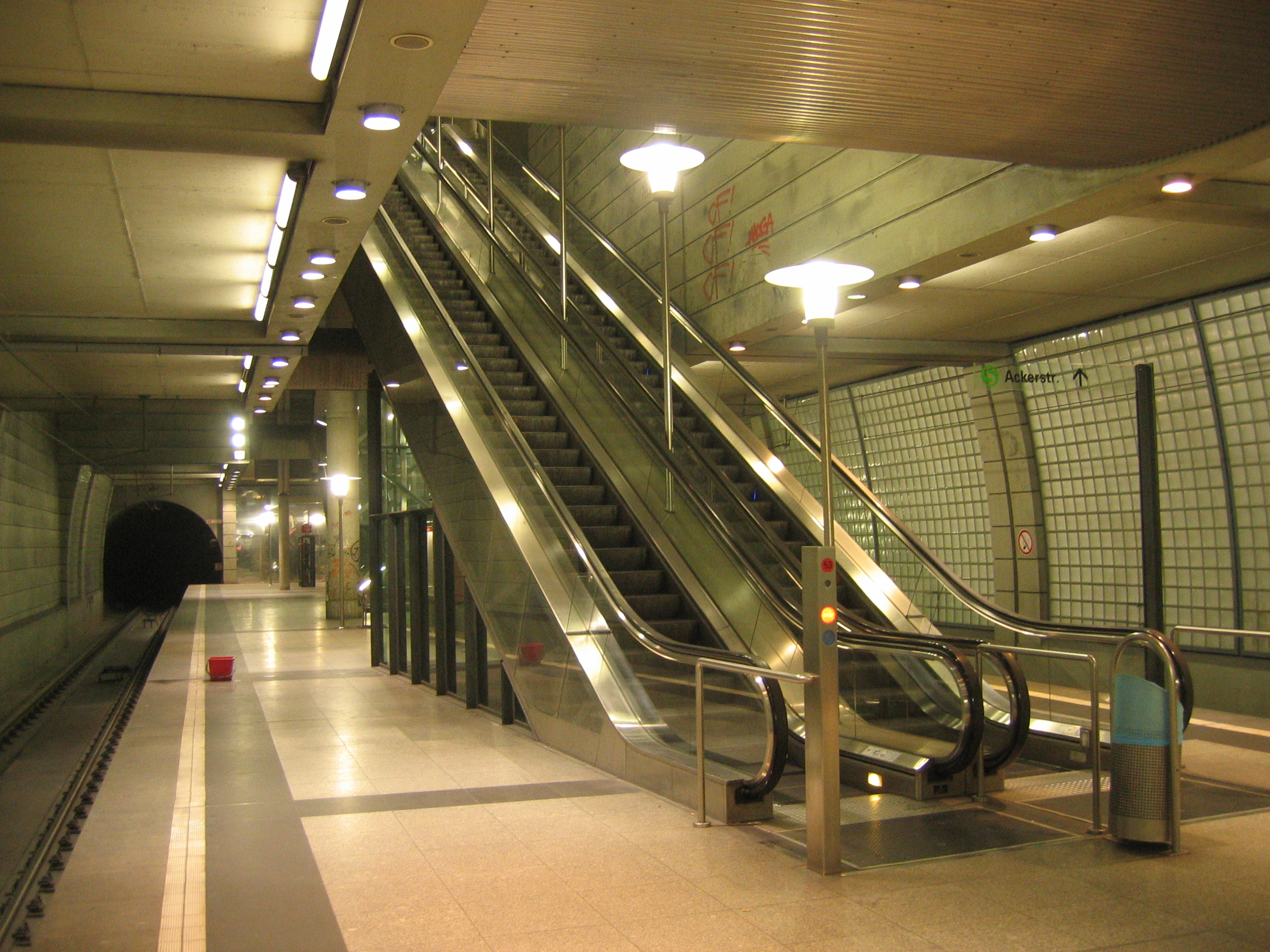
Metrostation Bf Mülheim van de Stadtbahn van Keulen

|    | Route | Lengte                    | Gem. snelheid                 | Afstand tussen haltes  |
| -- | --- | ------------------------- | ----------------------------- | ---------------------- |
| 13 | Sülzgürtel-Gürtel – Bf Ehrenfeld – Nippes – Bf Mülheim – Holweide | 16,2 km                   | 29,5 km/h                     | 736 m                  |
| 18 | Vorgebirgsbahn Thielenbruch – Bf Mülheim – Dom/Hbf – Neumarkt – Klettenberg – Brühl – Bornheim – Bonn Hbf Buchheim-Klettenberg elke 5 minuten, vanaf Brühl elke 20 minuten | 48,4 km 18,1 km in Keulen | 33,4 km/h 26,5 km/h in Keulen | 1008 m 724 m in Keulen |

0,0: Köln Hbf ·
1,1: Köln Messe/Deutz ·
4,1: Köln-Buchforst ·
5,0: Köln-Mülheim ·
7,5: Köln-Stammheim ·
9,4: Bayerwerk ·
11,7: Leverkusen Mitte ·
13,3: Leverkusen-Küppersteg ·
16,1: Leverkusen-Rheindorf ·
20,2: Langenfeld (Rhld) ·
22,7: Langenfeld (Rhld)-Berghausen ·
24,7: Düsseldorf-Hellerhof ·
26,0: Düsseldorf-Garath ·
28,5: Düsseldorf-Benrath ·
31,0: Düsseldorf-Reisholz ·
33,5: Düsseldorf-Eller Süd ·
39,5: Düsseldorf Hbf ·
46,0: Düsseldorf-Unterrath ·
47,7: Düsseldorf Flughafen ·
49,2: Kalkum ·
52,1: Angermund ·
53,8: Duisburg-Rahm ·
55,8: Duisburg-Großenbaum ·
57,8: Duisburg-Buchholz ·
60,0: Duisburg Schlenk ·
63,1: Duisburg Hbf
Essen Hbf ·
Essen Süd ·
Essen Stadtwald ·
Essen-Hügel ·
Essen-Werden ·
Kettwig ·
Kettwig Stausee ·
Hösel ·
Ratingen Ost ·
Düsseldorf-Rath ·
Düsseldorf-Rath Mitte ·
Düsseldorf-Derendorf ·
Düsseldorf Zoo ·
Düsseldorf Wehrhahn ·
Düsseldorf Hbf ·
Düsseldorf Volksgarten ·
Düsseldorf-Oberbilk ·
Düsseldorf-Eller Süd ·
Düsseldorf-Reisholz ·
Düsseldorf-Benrath ·
Düsseldorf-Garath ·
Düsseldorf-Hellerhof ·
Langenfeld-Berghausen ·
Langenfeld (Rheinland) ·
Leverkusen-Rheindorf ·
Leverkusen-Küppersteg ·
Leverkusen Mitte ·
Bayerwerk ·
Köln-Stammheim ·
Köln-Mülheim ·
Köln-Buchforst ·
Köln Messe/Deutz ·
Köln Hbf ·
Köln Hansaring ·
Köln-Nippes